# Ray Richards
Pour les articles homonymes, voir Richards.
Raymond "Ray" Richards, né le 18 mai 1946 à Croydon en Angleterre, est un footballeur et entraîneur australien.

## Biographie

### Carrière en équipe nationale
En tant que milieu, Ray Richards est international australien à 31 reprises (1967-1974) pour 5 buts inscrits. 
Il participe à la Coupe du monde de football de 1974, où il joue tous les matchs en tant que titulaire, l'Australie étant éliminée au premier tour. Lors du match Australie-Chili, il reçoit trois cartons jaunes au lieu de deux pour un rouge, ce qui créé une polémique : l'Australie est favorisée et cela permet le match nul entre les deux équipes (0-0). L'arbitre de touche, Clive Thomas, s'aperçoit de l'erreur et informe Jaffar Namdar de son erreur.